# Kukuri Kircchalia
Kukuri Kircchalia (gruz. კუკური კირცხალია; ur. 23 października 1994) – gruziński zapaśnik walczący w stylu klasycznym. 
Zajął czternaste miejsce na mistrzostwach Europy w 2018. Drugi na ME U-23 w 2016 i trzeci w 2015. Trzeci na ME juniorów w 2013 i 2014, a także drugi wśród kadetów w 2011 roku.